# Nikomedes (imię)
Nikomedes – imię męskie pochodzenia greckiego (gr. Νικομηδης), złożone z członów νικη (nike) – "zwycięstwo" i μηδομαι (medomai) – "myśleć", i oznaczające "myśleć o zwycięstwie". Istnieje dwóch świętych katolickich o tym imieniu.
Nikomedes imieniny obchodzi 15 września.
Znane osoby noszące imię Nikomedes.